# Nanokrystal
Nanokrystal je částečka z krystalického materiálu o rozměru v řádu jednotek až stovek nanometrů. Nanokrystaly leží na rozhraní mezi krystalickou hmotou a molekulami (obsahují často jen stovky atomů). Vyznačují se řadou specifických vlastností odlišných od velkorozměrových (odborně objemových) krystalů. Tyto vlastnosti se navíc mění spolu se změnou velikosti nanokrystalu a lze je tedy cíleně ladit.
Místo pojmu nanokrystal se často používá označení nanočástice nebo kvantová tečka.

## Aplikace
- Nanokrystaly mají oproti objemovým krystalům velký poměr povrchu ku objemu krystalu. Jejich vlastnosti jsou tedy silně závislé na okolním prostředí. To jim dává velký potenciál v oblasti senzorů (biologických senzorů nebo senzorů chemických látek).
- Uvažuje se o využití nanokrystalů při výzkumu buněčných procesů, protože se jedná v měřítku buněk o dostatečně malé částečky, které lze zároveň neustále např. opticky sledovat. Lze na ně navázat nejrůznější látky a zkoumat, kterými částmi buňky tyto látky procházejí (tzv. luminiscenční markery).
- Každý materiál má navíc své vlastní specifické aplikace. Např. nanokrystalický křemík by se mohl stát důležitým materiálem pro optoelektroniku (propojení elektronického zpracování informace počítačem a optiky), stříbro je známé svým antibakteriálním působením, které se u nanočástic ještě zvýrazňuje a pod.

### Praktické využití
Historicky nejstarší formou nanokrystalického materiálu jsou barevná skla (např. rubínové sklo vzniklé přidáním zlata). Zabarvení těchto skel způsobují kovové nanokrystaly. Nanokrystaly jsou zodpovědné za zabarvení barevných fotografických filtrů. V těchto případech se jedná o polovodičové nanokrystaly.

## Fyzikální popis nanokrystalů
Nanokrystaly leží na pomezí mezi velkou molekulou a krystalickou látkou. Z toho důvodu se používají dva přístupy k popisu dějů v nanokrystalu.
- První z nich je přístup „shora dolů“, kdy se teorie krystalických látek upravuje pro malé rozměry nanokrystalů. Tato teorie funguje jen pro velké nanokrystaly. Pojem „velký“ je v tomto případě relativní a liší se pro různé látky. Základním měřítkem v rozměrech nanokrystalu je poloměr excitonu, což je vázaný pár elektronu a díry (kvazičástice v krystalické látce).
- Druhý přístup se snaží popsat nanokrystaly metodami používanými v molekulové fyzice (např. DFT, tj. teorie funkcionálu hustoty). Tento přístup je ale možné použít pouze pro nanokrystaly obsahující řádově stovky atomů. Pro větší počty atomů je výpočet příliš složitý a časově náročný i pro současné počítače.